# The Love Songs
The Love Songs es un álbum recopilatorio de Chris de Burgh publicado por A&M Records en 1997. Se trata de una colección de canciones registradas por Chris de Burgh entre 1982 y 1997, incluyendo versiones originales de The Lady In Red y Fatal Hesitation, entre otras, nuevas versiones de temas como Lonely Sky, If You Really Love Her, Let Her Go e In A Country Churchyard y temas inéditos como So Beautiful e It´s Me, (And I´m Ready to Go), los cuales contaron con músicos invitados como Peter Oxendale, Dominic Miller y Chris Andrews.

## Canciones
Todas las canciones compuestas por Chris de Burgh, excepto Here Is Your Paradise.
1. Here Is Your Paradise (Chris de Burgh/Steve Duberry) - 3:29
(Producido por Pete Smith y publicado originalmente en 1994).
2. Missing You - 4:09
(Producido por Paul Hardiman y Chris de Burgh y publicado originalmente en 1988).
3. So Beautiful - 3:49
(Tema Inédito). (Producido por Paul Hardiman y Chris de Burgh).
4. In Love Forever - 4:02
(Producido por Paul Hardiman y Chris de Burgh y publicado originalmente en 1995). (Nueva Versión).
5. Borderline - 4:37
(Producido por Rupert Hine y publicado originalmente en 1982).
6. The Lady In Red - 4:18
(Producido por Paul Hardiman y publicado originalmente en 1986).
7. Much More Than This - 2:58
(Producido por Rupert Hine y publicado originalmente en 1984).
8. It´s Me, (And I´m Ready to Go) - 6:09
(Tema Inédito). (Producido por Paul Hardiman y Chris de Burgh). 
9. Separate Tables - 3:39
(Producido por Paul Hardiman y Chris de Burgh). (Nueva Versión).
10. Fatal Hesitation - 4:15
(Producido por Paul Hardiman y publicado originalmente en 1986).
11. Forevermore - 4:19
(Tema Inédito). (Producido por Paul Hardiman y Chris de Burgh).
12. The Head And The Heart - 4:00
(Producido por Rupert Hine y publicado originalmente en 1984).
13. Lonely Sky - 3:54
(Producida por Robin Geoffrey Cable y publicada originalmente en 1975). (Versión remixada por Ben Darlow
y Peter Oxendale). 
14. Suddenly Love - 3:14
(Producida por Paul Hardiman y Chris de Burgh y publicada originalmente en 1988).
15. If You Really Love Her, Let Her Go - 3:33
(Producida por Peter Oxendale y Chris de Burgh y publicada originalmente en 1977). (Nueva Versión). 
16. In A Country Churchyard - 4:02
(Producida por Peter Oxendale y Chris de Burgh y publicada originalmente en 1977). (Nueva Versión).